# Liste von Sehenswürdigkeiten Wiens

## Die wichtigsten Sehenswürdigkeiten der Stadt Wien
(Alphabetische Reihung)
- Albertina
- Belvedere

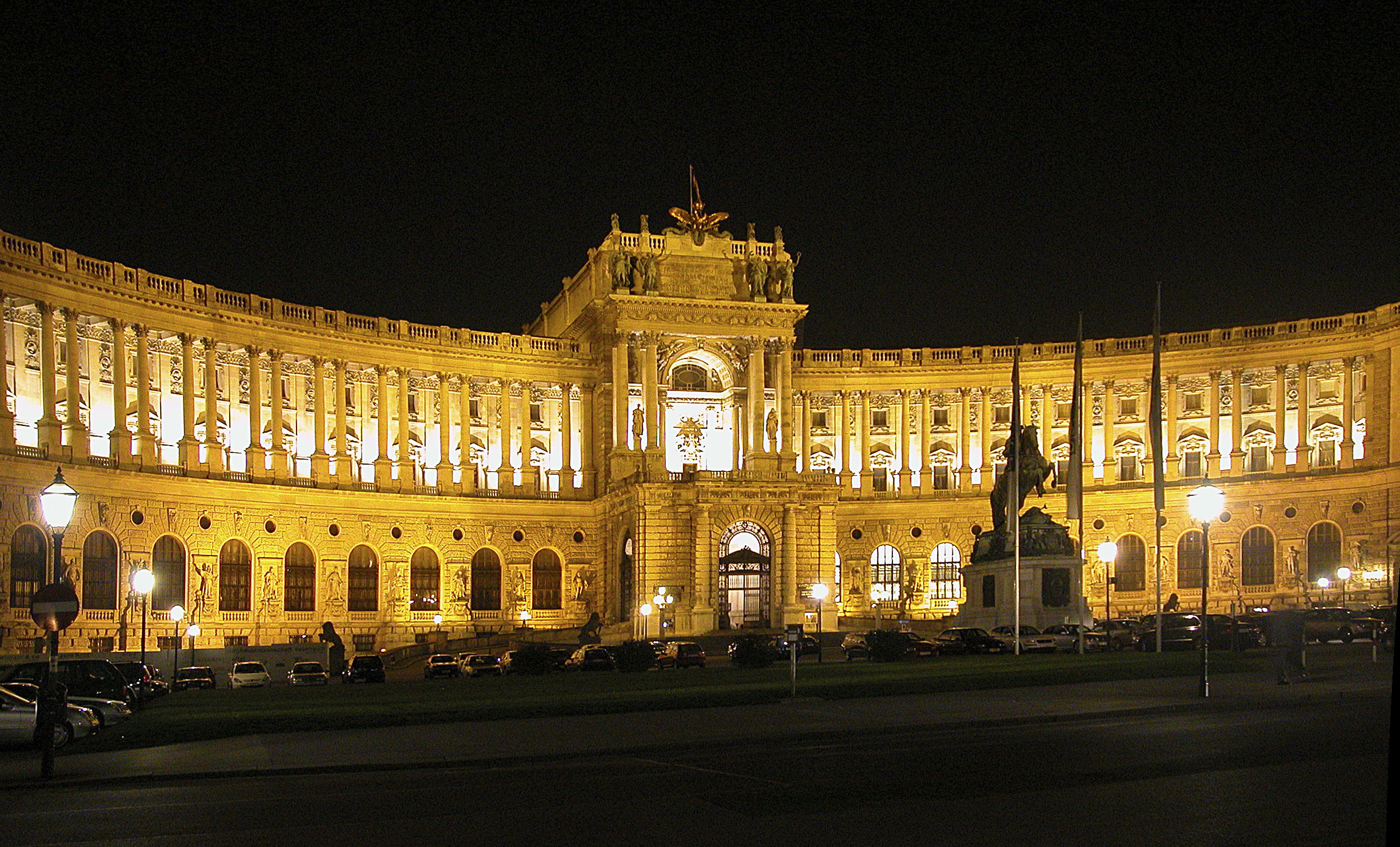
Die Hofburg, historisches Machtzentrum mit Kunstsammlungen

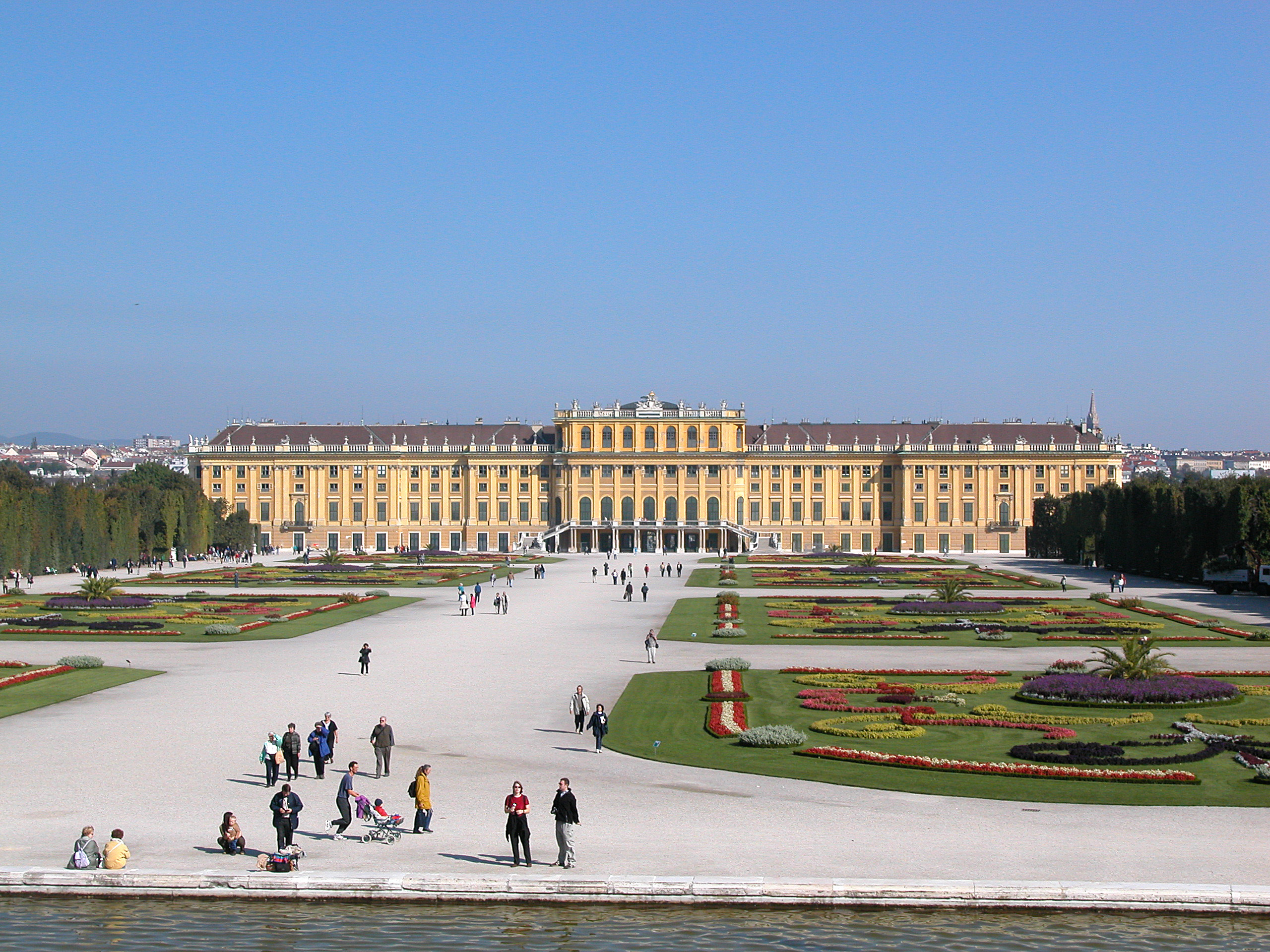
Schloss Schönbrunn, luxuriöse Sommerresidenz der Habsburger

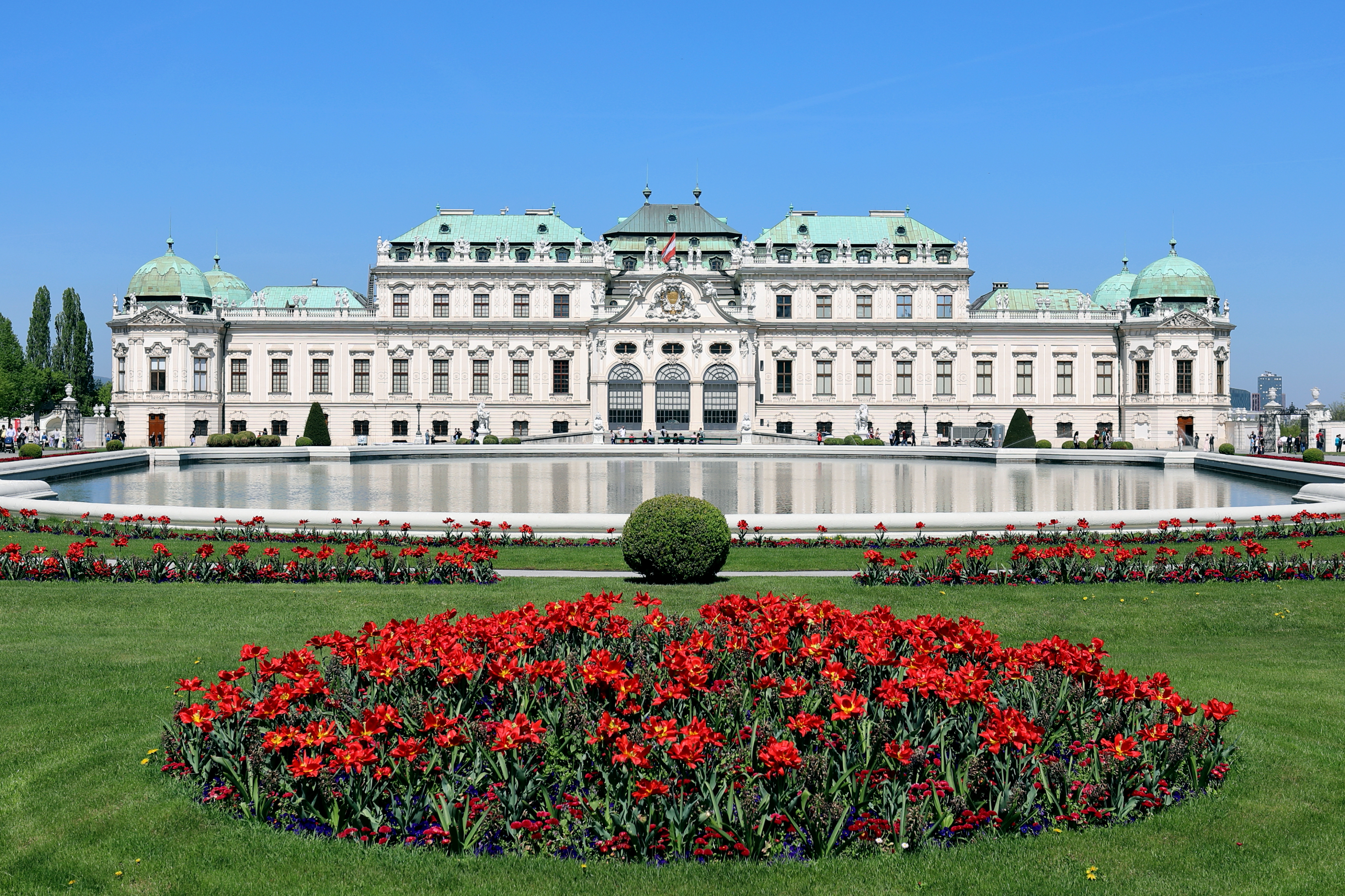
Oberes Belvedere: österreichische Kunst um Gustav Klimt und Egon Schiele

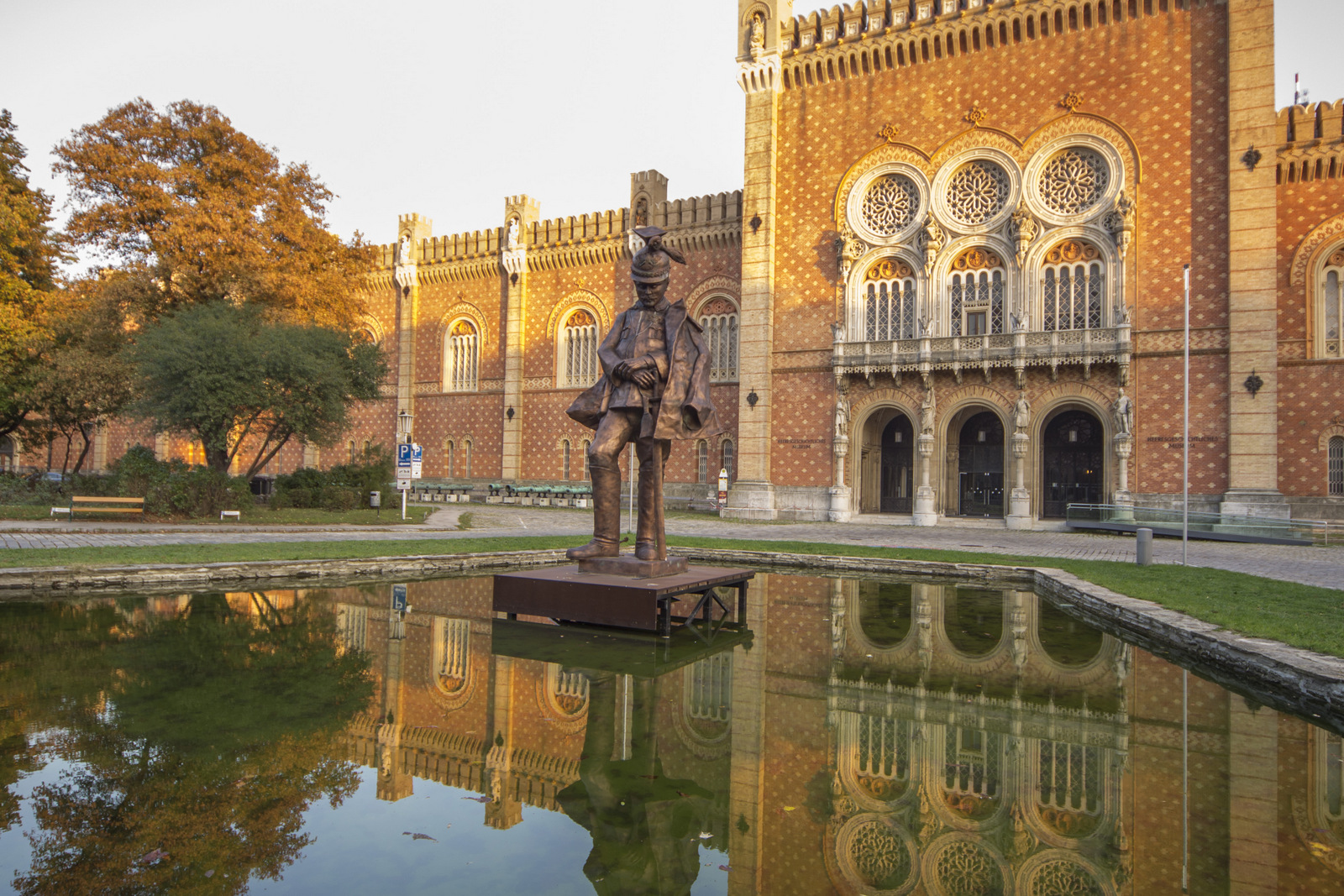
Heeresgeschichtliches Museum, das älteste Wiener Museum

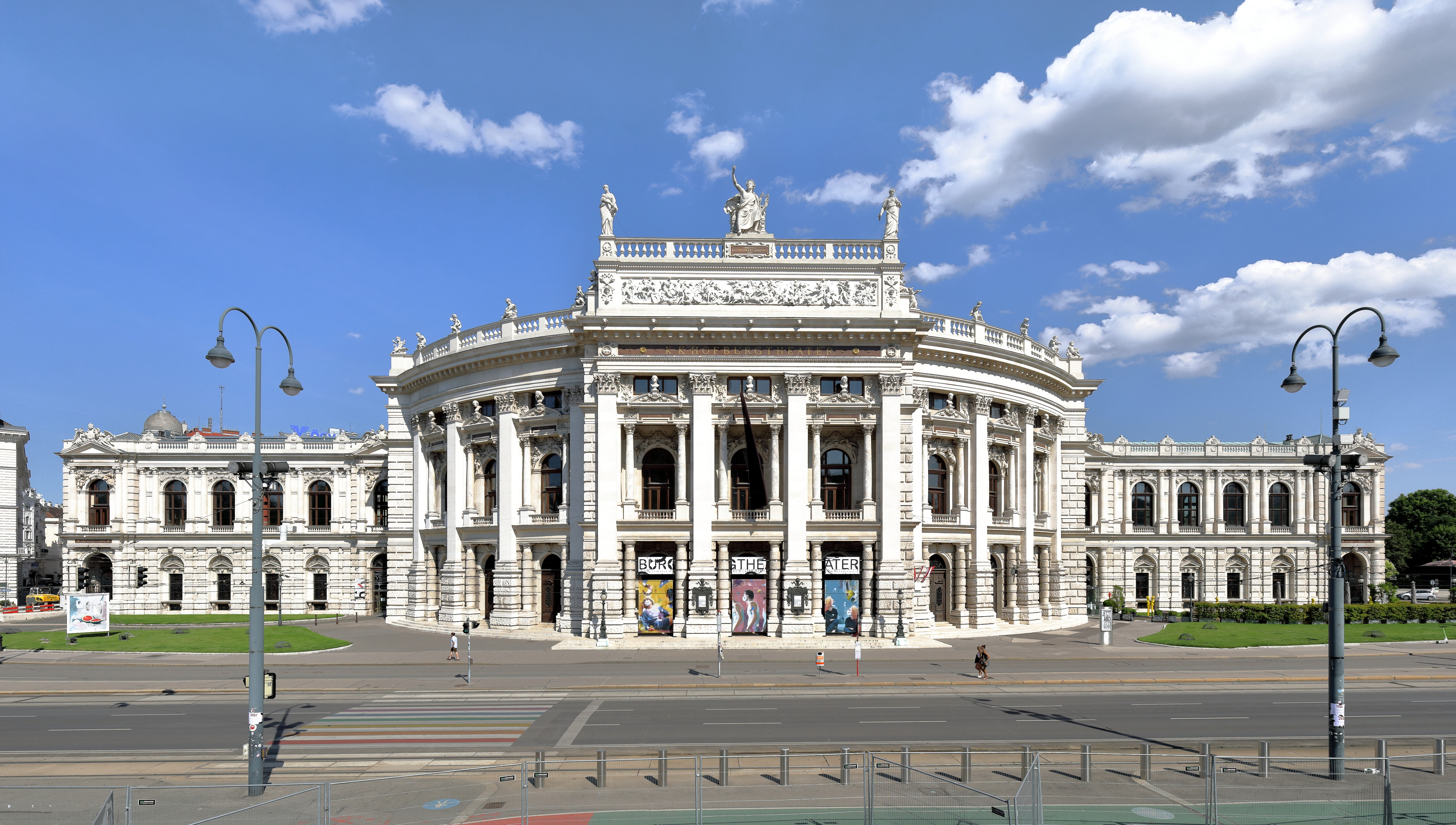
Das Burgtheater, einer der Prunkbauten an der Ringstraße, dem einstigen „Schaufenster“ der Donaumonarchie

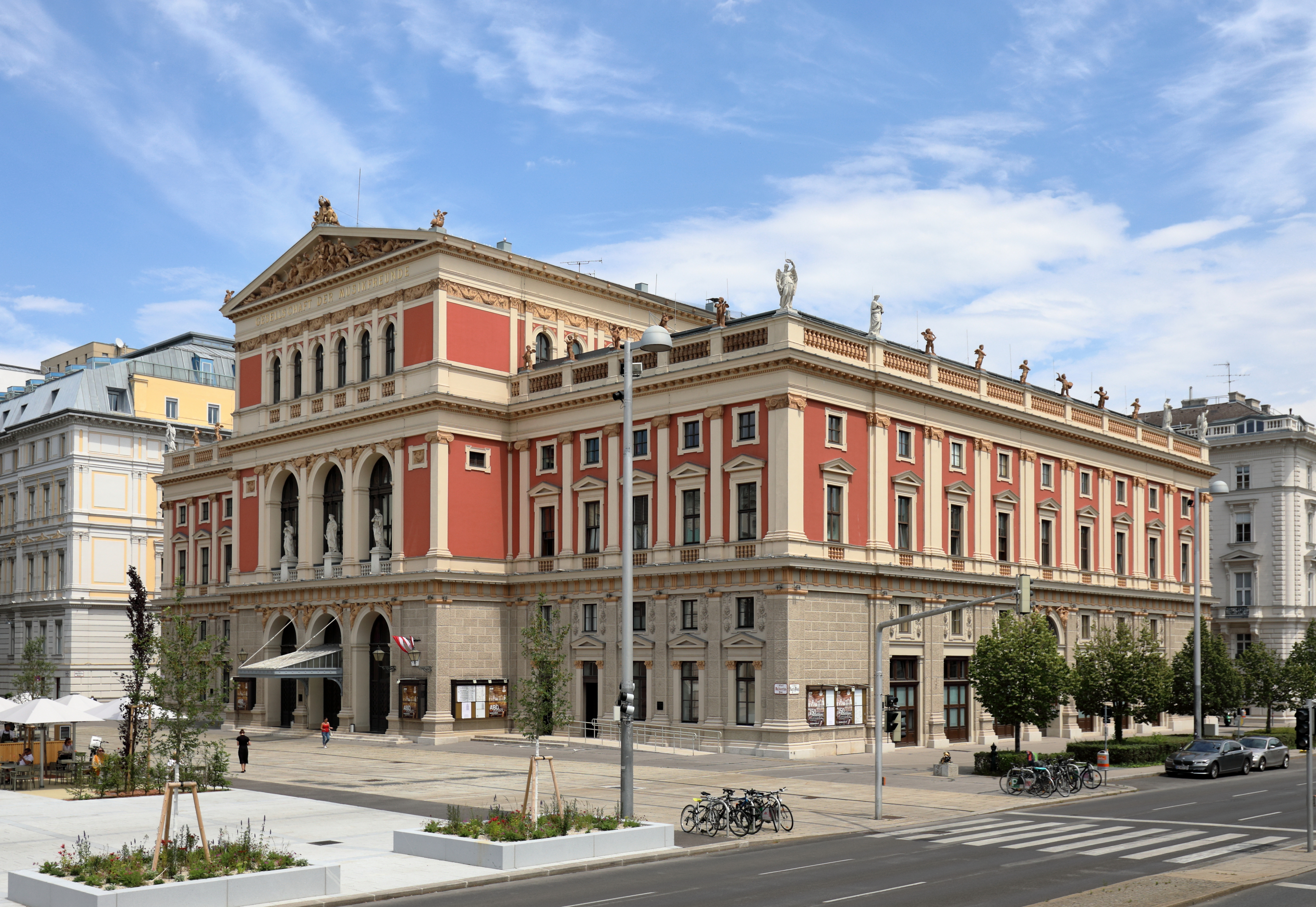
Der Musikverein, Heimat der Wiener Philharmoniker

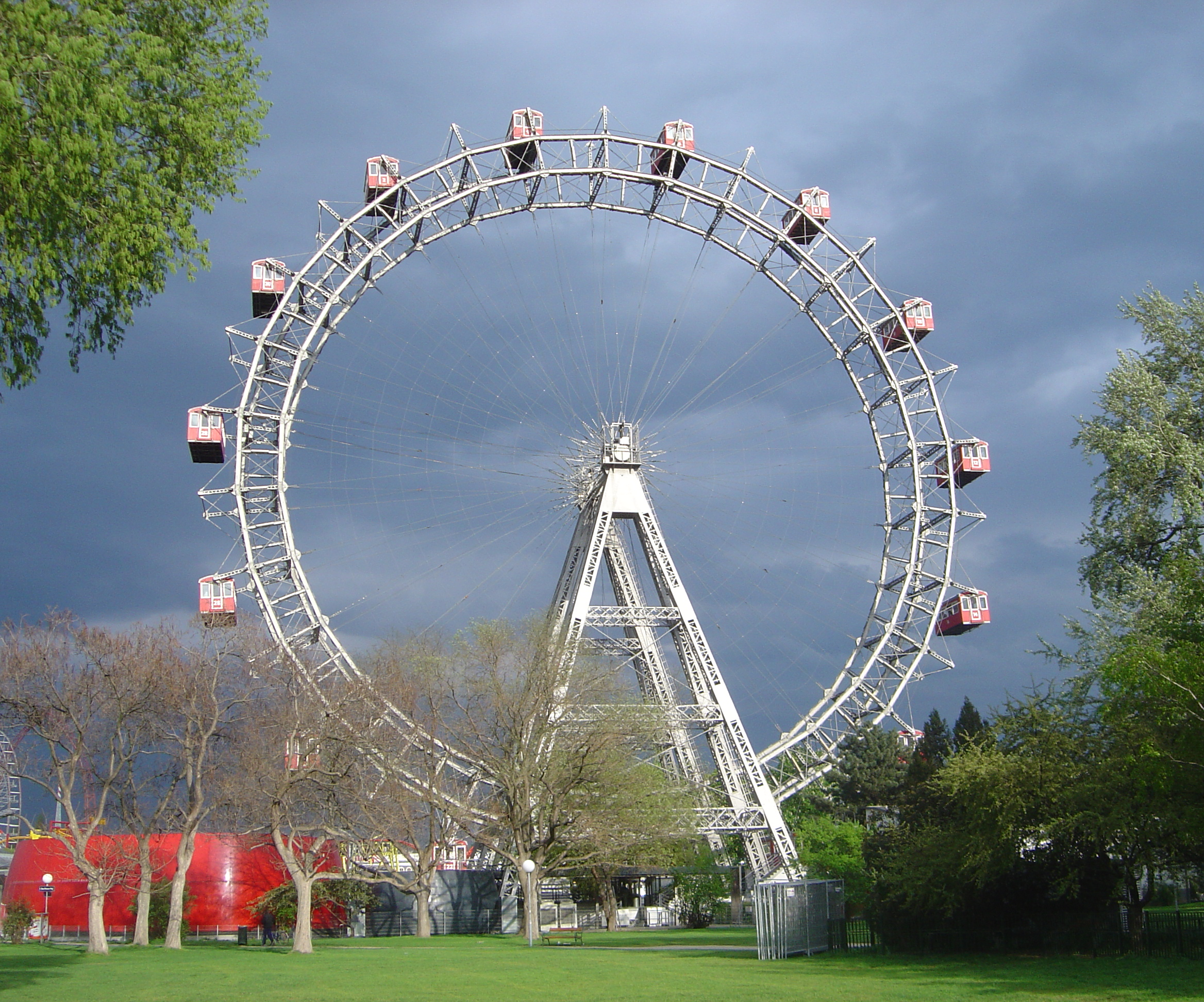
Das Riesenrad, eines der Wahrzeichen Wiens und seines Praters

- Heeresgeschichtliches Museum im Arsenal
- Hofburg mit Schatzkammer und Schweizerhof, Burgkapelle, Kaiserappartements, Sisi-Museum und Hofsilber- und Tafelkammer, Heldenplatz, Stallburg und Spanischer Hofreitschule, Leopoldinischem Trakt, Neuer Burg, Ephesos-Museum, Waffenkammer und Sammlung alter Musikinstrumente
- Innere Stadt (1. Bezirk), mit dem „goldenen U“ der Einkaufsstraßen Kärntner Straße, Graben und Kohlmarkt sowie mit Kirchen, Palästen, Theatern, Bars, Restaurants usw.
- Josefsplatz mit Palais Pallavicini, Palais Pálffy und Augustinerkirche sowie den Eingängen zum Prunksaal der Österreichischen Nationalbibliothek und zur Spanischen Hofreitschule
- Karlskirche
- Mariahilfer Straße, die wichtigste Einkaufsstraße der Stadt
- Maria-Theresien-Platz mit Kunsthistorischem Museum, Naturhistorischem Museum und Maria-Theresien-Denkmal
- Museumsquartier mit Leopold Museum, MUMOK, Architekturzentrum Wien und Tanzquartier Wien usw.
- Österreichische Nationalbibliothek
- Prater, Vergnügungspark Wurstelprater mit Riesenrad und Schweizerhaus (Biergarten), Liliputbahn sowie Naherholungsgebiet
- Ringstraße mit Postsparkasse von Otto Wagner, Schwarzenbergplatz, Staatsoper, Parlament, Rathaus, Burgtheater, dem historischen Hauptgebäude der Universität Wien, Votivkirche, Wiener Börse und Ringturm
- Schloss Schönbrunn mit dem Tiergarten Schönbrunn, dem Schlosspark und der Gloriette, Wiener Neptunbrunnen, Kronprinzengarten, Taubenhaus, Schmetterlingshaus, Schlosstheater, Palmenhaus, Sonnenuhrhaus (seit 2004 Wüstenhaus), Wagenburg
- Stadtpark mit dem meistfotografierten Denkmal der Stadt, dem Johann-Strauß-Denkmal
- Stephansdom
- Zentralfriedhof mit Ehrengräbern berühmter Persönlichkeiten und Friedhofskirche zum heiligen Karl Borromäus

## Weitere Sehenswürdigkeiten
(Alphabetische Reihung)
- Arnold Schönberg Center
- Böhmischer Prater
- Burggarten mit Schmetterlinghaus und Palmenhaus
- Dorotheum, historisches Auktionshaus
- Sankt Marxer Friedhof (mit Mozartgrab)
- Gasometer, Industriearchitektur von einst mit neuen Elementen
- Geymüllerschlössel (Sammlung historischer Uhren)
- Haus des Deutschen Ordens mit Schatzkammer
- Haus des Meeres im Flakturm aus dem Zweiten Weltkrieg
- Hermesvilla im Lainzer Tiergarten
- Möbelmuseum Wien
- Judenplatz (Schoah-Mahnmal, gebaut von Rachel Whiteread, und Museum Judenplatz Wien, eine Abteilung des Jüdischen Museums)
- Jüdisches Museum Wien
- Kapuzinergruft (Kaisergruft)
- Liechtenstein-Museum im Gartenpalais Liechtenstein in der Rossau und ab 2012 im Stadtpalais Liechtenstein im 1. Bezirk
- Looshaus am Michaelerplatz (gebaut von Adolf Loos)
- MAK: siehe Österreichisches …
- Nussdorfer Wehr- und Schleusenanlage
- Österreichisches Museum für angewandte Kunst (MAK)
- Palais Augarten (Porzellanmanufaktur Augarten)
- Palais Auersperg
- Palais Kinsky
- Palais Liechtenstein: siehe Liechtenstein-Museum
- Palais Lobkowitz
- Palais Mollard-Clary, u. a. mit dem Globenmuseum der Nationalbibliothek
- Palais Pallavicini
- Palais Schwarzenberg
- Palais, weitere, siehe unter: Liste der Palais in Wien
- Planetarium
- Secession
- Schloss Neuwaldegg
- Schloss Neugebäude
- Sigmund-Freud-Museum
- Spittelberg
- Stadtbahn im Jugendstil
- Stadttempel (Synagoge in der Inneren Stadt)
- Schloss Hetzendorf
- Strudlhofstiege
- Technisches Museum Wien
- Theater an der Wien
- Theater in der Josefstadt
- Theresianum (Alte Favorita)
- Urania am Donaukanal
- Villa Primavesi (erbaut von Josef Hoffmann)
- Volksoper
- Volkstheater

## Kirchen (Auswahl)
- Dominikanerkirche

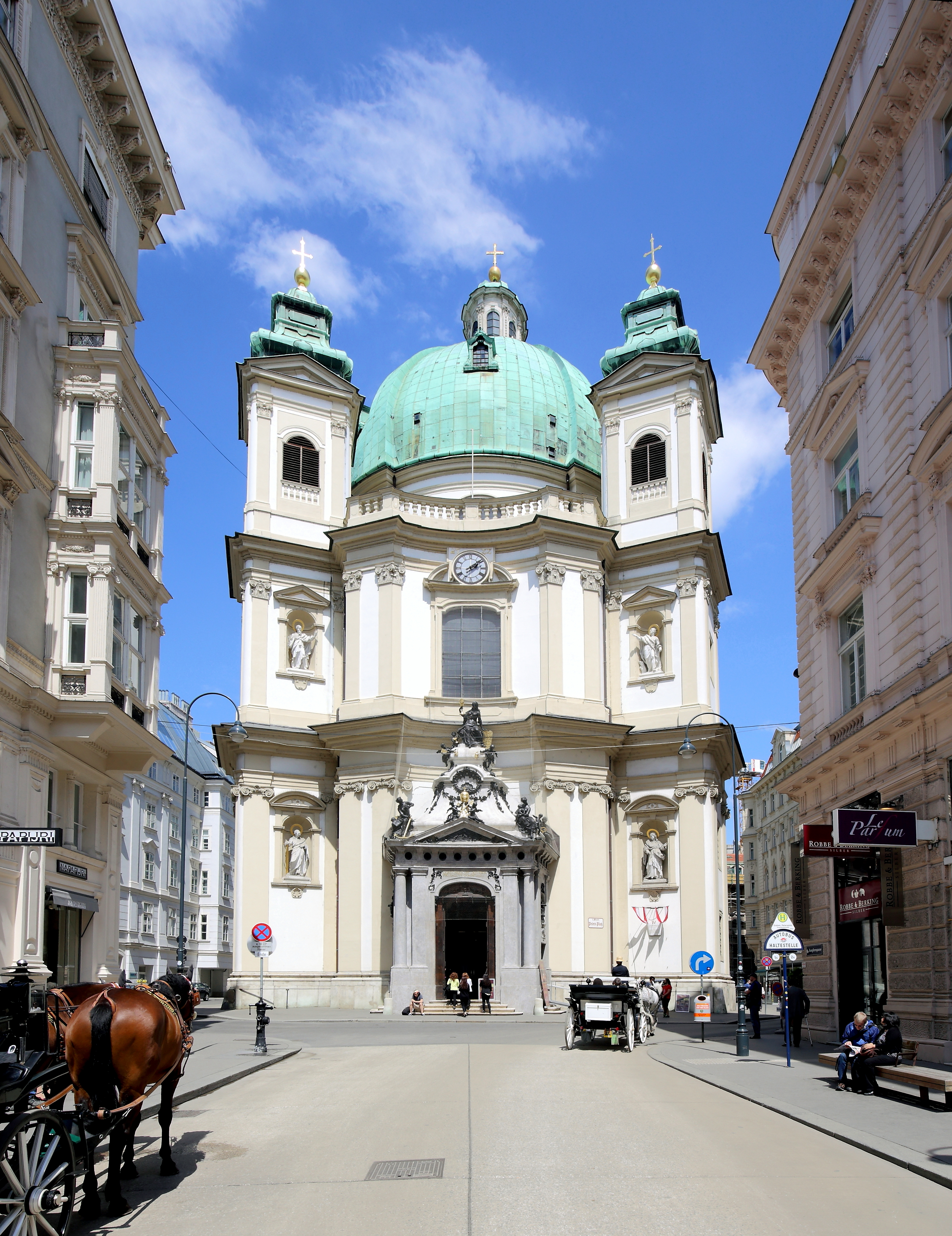
Peterskirche

- Franz-von-Assisi-Kirche am Mexikoplatz
- Griechenkirche zur Heiligen Dreifaltigkeit
- Karlskirche
- Kirche Am Hof
- Kirche am Steinhof (erbaut von Otto Wagner)
- Lutherische Stadtkirche
- Kirche Maria am Gestade
- Michaelerkirche
- Minoritenkirche
- Peterskirche
- Piaristenkirche
- Reformierte Stadtkirche
- Ruprechtskirche
- Russisch-orthodoxe Kathedrale
- Sankt Salvator
- Schottenkirche, Abteikirche des Schottenstifts
- Universitätskirche (Jesuitenkirche)
- Virgilkapelle
- Wotrubakirche

## Denkmäler (Auswahl)

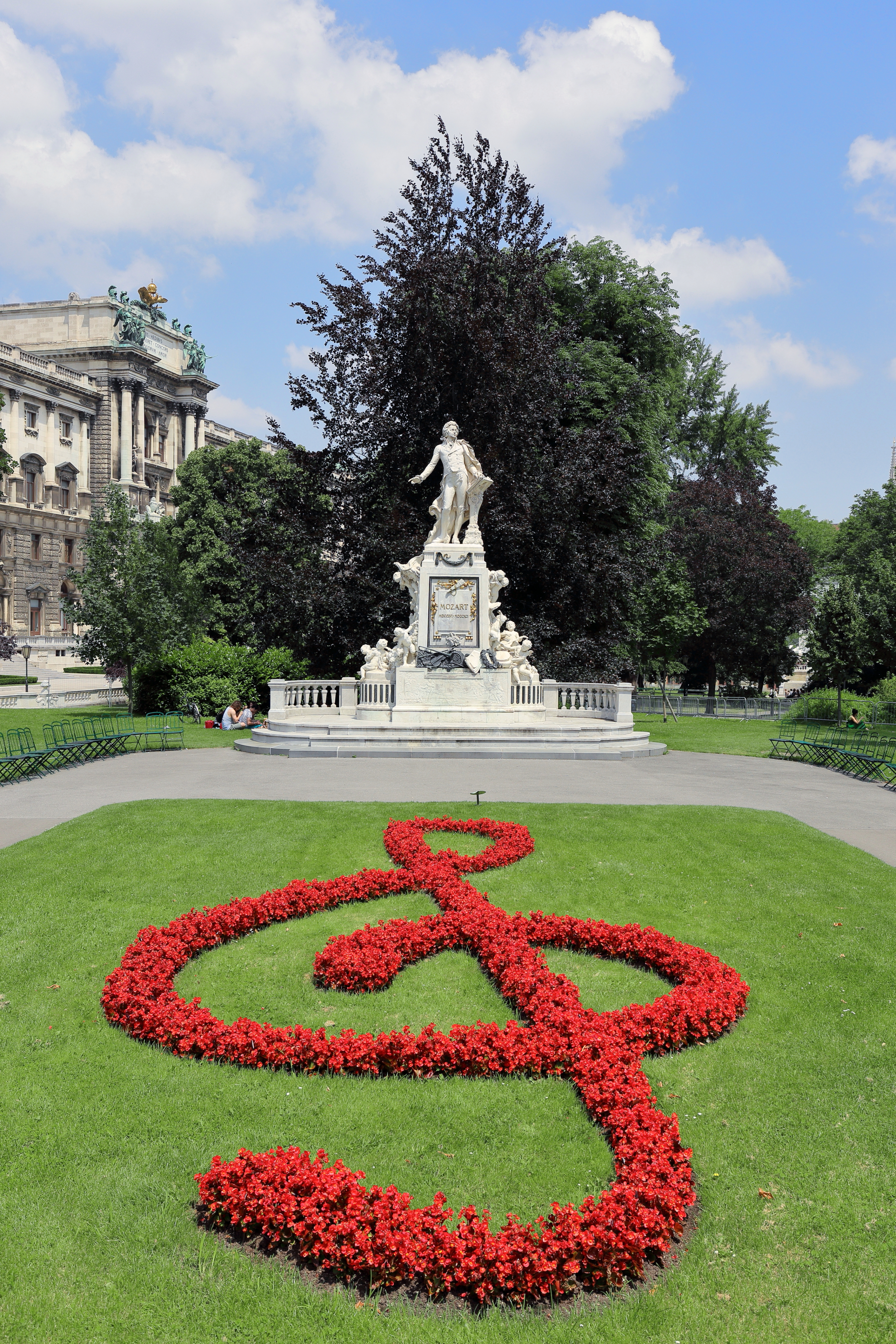
Mozart-Denkmal

- Beethoven-Denkmal am Beethovenplatz
- Anton Bruckner, Stadtpark
- Kaiserin Elisabeth, Volksgarten
- Kaiser Franz I. von Österreich in der Hofburg
- Franz Grillparzer, Volksgarten
- Heldendenkmal der Roten Armee, Schwarzenbergplatz
- Holocaust-Mahnmal auf dem Judenplatz
- Römisch-deutscher Kaiser Joseph II. auf dem Josefsplatz
- Erzherzog Karl, Sieger der Schlacht bei Aspern 1809, auf dem Heldenplatz
- Mahnmal gegen Krieg und Faschismus auf dem Albertinaplatz
- Maria-Theresien-Denkmal auf dem Maria-Theresien-Platz
- Mozart-Denkmal im Burggarten
- Pestsäule auf dem Graben
- Prinz-Eugen-Reiterdenkmal, des „Türkenbezwingers“, auf dem Heldenplatz
- Feldmarschall Radetzky vor dem ehem. Kriegsministerium
- Johann Strauss, der „Walzerkönig“, im Stadtpark
- Strauss Vater und Lanner, Rathauspark
- Admiral Tegetthoff, Praterstern

## Wien modern

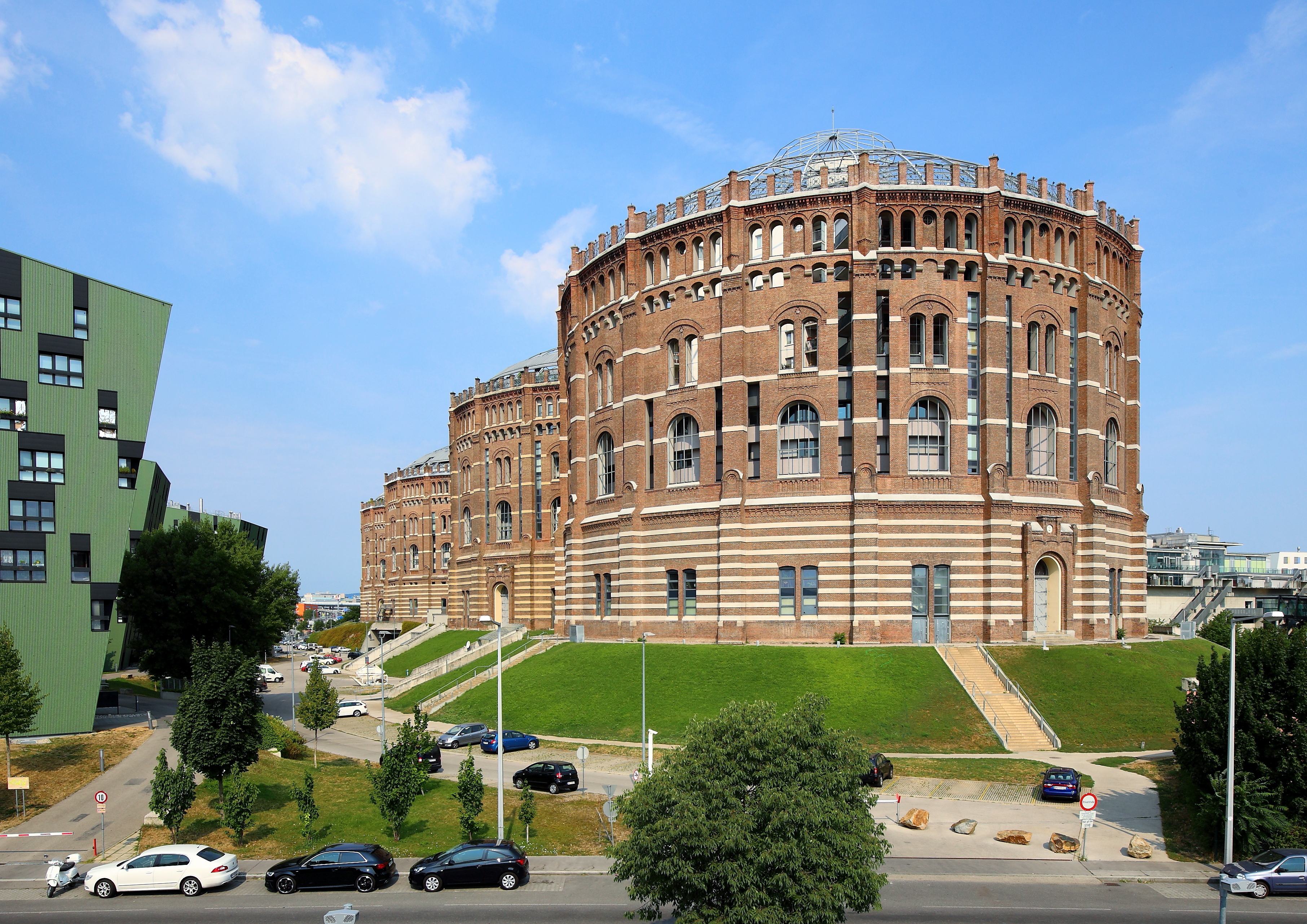
Gasometer in Wien-Simmering

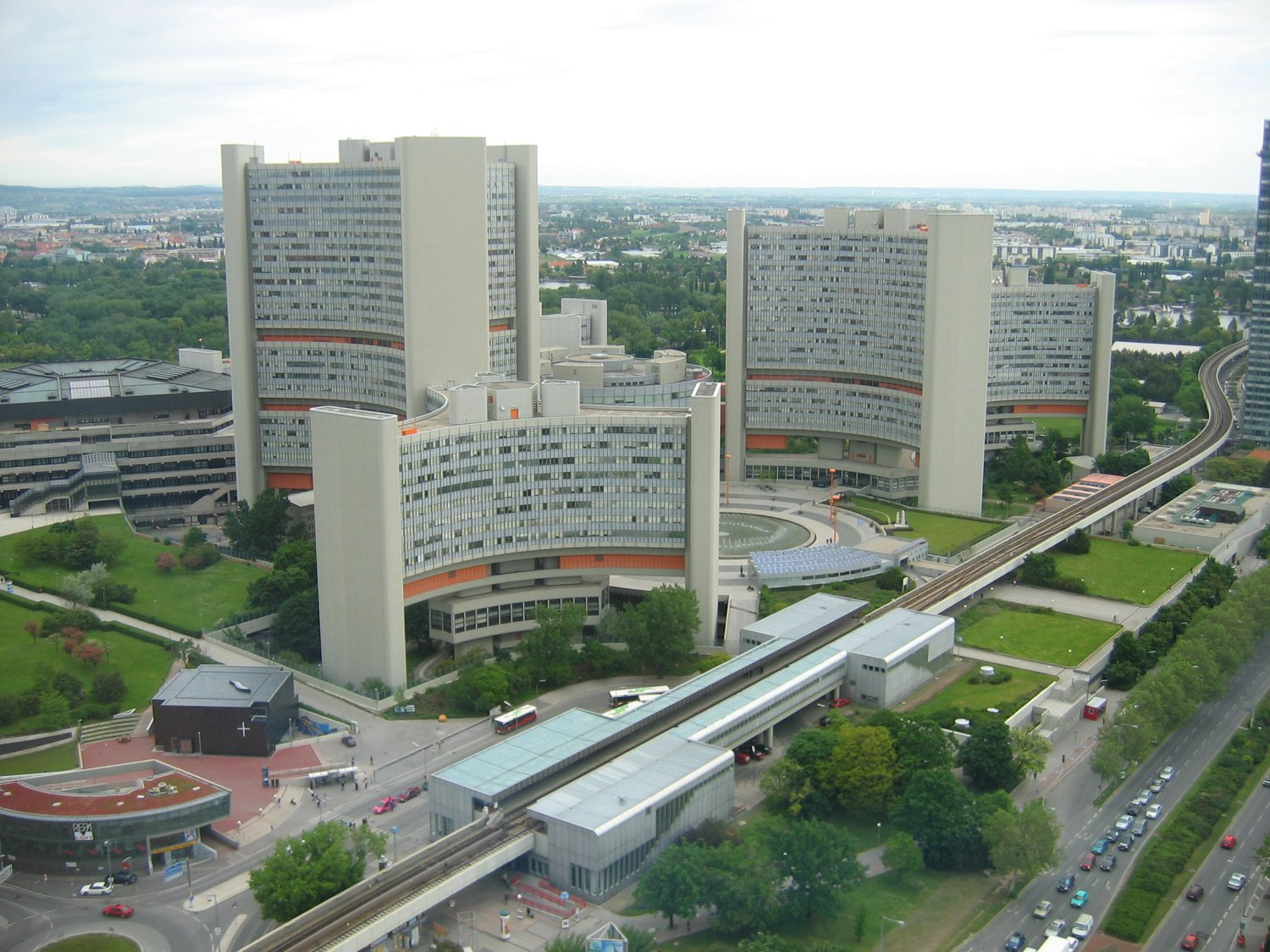
Die UNO-City, Zentrum der wichtigsten in Wien ansässigen internationalen Organisationen

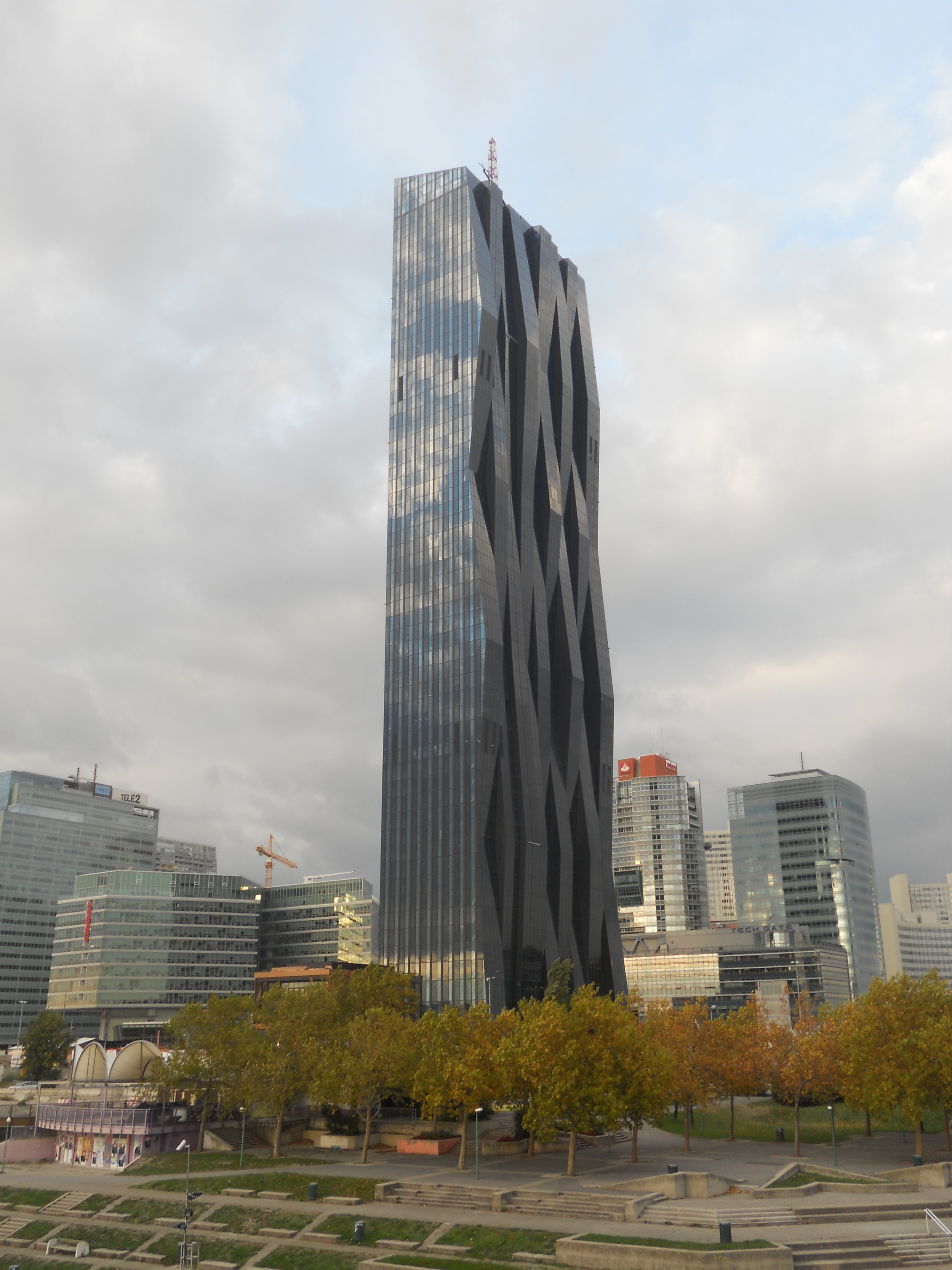
DC Tower 1, höchstes Gebäude Österreichs

- Vienna International Centre (UNO-City)
- Donau City
- Donauturm
- DC Tower 1 (höchstes Gebäude Österreichs)
- Hundertwasser-Krawina-Haus (benannt nach dem Künstler Friedensreich Hundertwasser und dem mitwirkenden Architekten Josef Krawina)
- Müllverbrennungsanlage Spittelau (Fassade von Hundertwasser gestaltet)
- Hauptbücherei am Gürtel
- Gasometer (zu Wohnungen und einem Einkaufszentrum umgebaute ehemalige Gasbehälter)
- Hauptbahnhof (neuer Bahn-Fernverkehrsknotenpunkt: eröffnet November 2014)

## Parks und Natur
- Lainzer Tiergarten
- Stadtpark mit Wienfluss
- Volksgarten Wien
- Kurpark Oberlaa mit Japanischem Garten (Takasakipark)
- Türkenschanzpark
- Setagayapark
- Pötzleinsdorfer Schlosspark
- Kahlenberg
- Leopoldsberg
- Wienerwald
- Donauinsel
- Lobau
- Nationalpark Donau-Auen
- Friedhof der Namenlosen

## Wiener Legenden
- Brunnenmarkt
- Grinzing (Heurige)
- Naschmarkt
- Karl-Marx-Hof
- Wiener Flaktürme
- Café Hawelka
- Café Central

## Technische Anlagen
- Ankeruhr

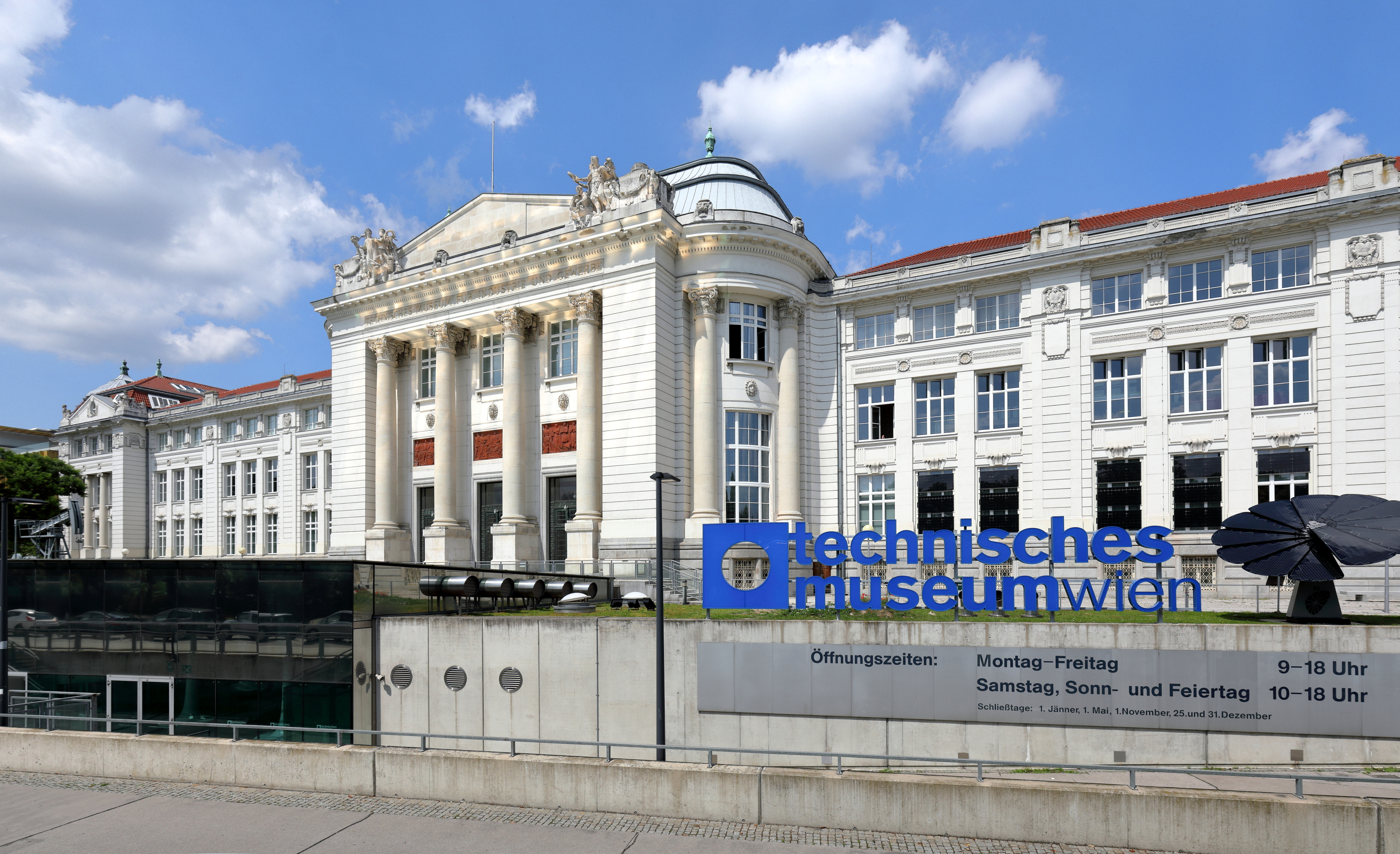
Technisches Museum

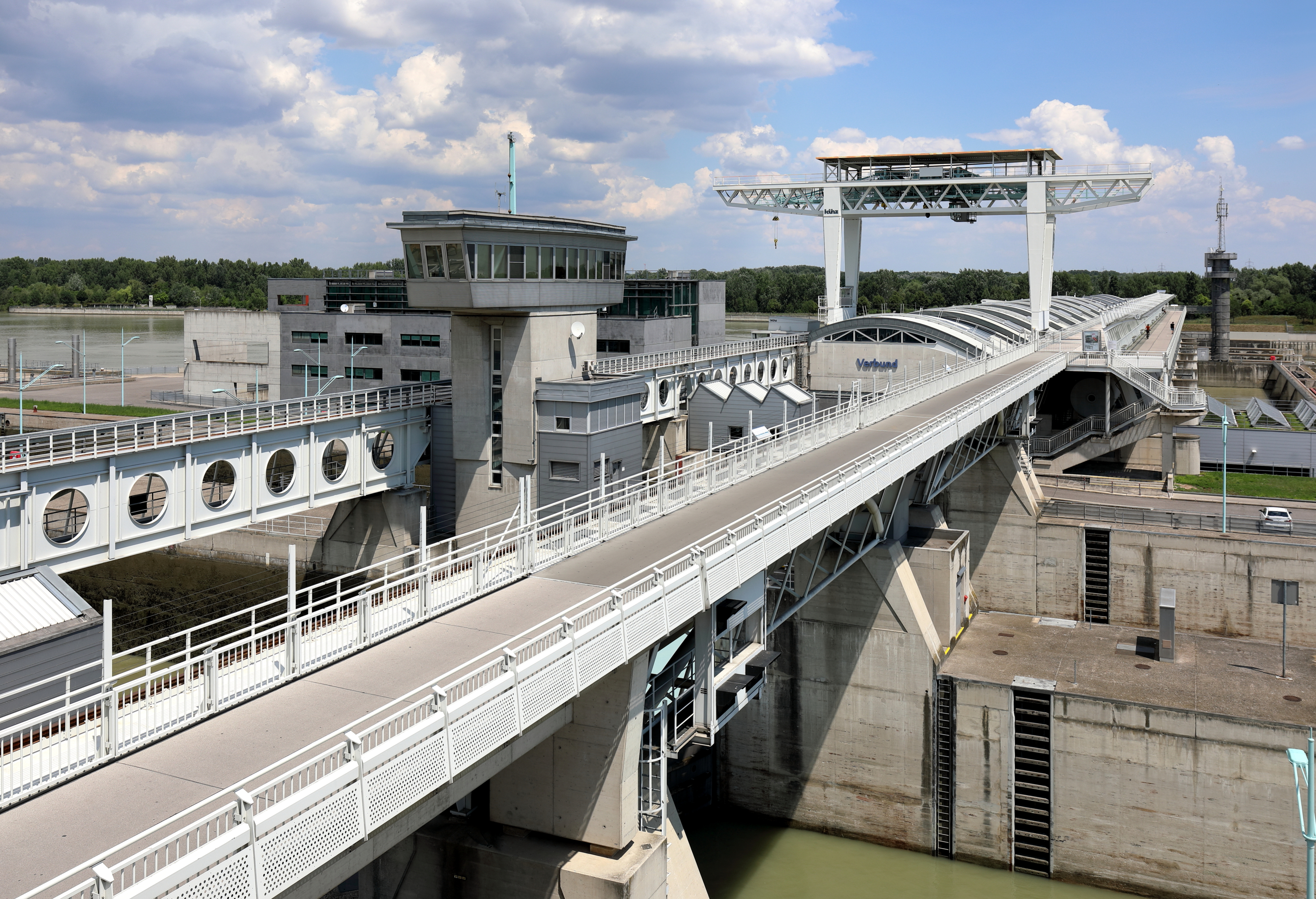
Kraftwerk Freudenau

- Wiener Flaktürme im Augarten (2. Bezirk), im Arenbergpark (3. Bezirk), im Esterházypark (6. Bezirk) und in der Stiftskaserne (7. Bezirk)
- Verkehrsmuseum Remise (3. Bezirk)
- Funkturm Wien-Arsenal (3. Bezirk)
- Fernheizwerk bzw. Müllverbrennungsanlage Spittelau, gestaltet von Friedensreich Hundertwasser (9. Bezirk)
- Wasserturm Favoriten auf dem Wienerberg (10. Bezirk)
- Zentralverschiebebahnhof Wien-Kledering (10. Bezirk)
- Alte Gasometer in Simmering (11. Bezirk)
- Alt-Wiener Schnapsmuseum (12. Bezirk)
- Technisches Museum Wien (14. Bezirk)
- Ottakringer Brauerei (16. Bezirk)
- Kuffner-Sternwarte (16. Bezirk)
- Universitätssternwarte Wien (18. Bezirk)
- Nussdorfer Wehr- und Schleusenanlage von Otto Wagner (20. Bezirk)